# Крајњи ефектор робота
У роботици, крајњи ефектор је уређај на крају роботске руке, дизајниран за интеракцију са околином. Тачна природа овог уређаја зависи од примене робота.
У строгој дефиницији, која потиче од серијских роботских манипулатора, крајњи ефектор означава последњу карику (или крај) робота. На овој крајњој тачки, алати су причвршћени. У ширем смислу, крајњи ефектор се може посматрати као део робота који је у интеракцији са радним окружењем. Ово се не односи на точкове мобилног робота или стопала хуманоидног робота, који нису крајњи ефектори, већ део мобилности робота.

## Категорије роботских хватача
Крајњи ефектори се могу састојати од хватаљке или алата. Када се говори о роботском хватању, постоје четири опште категорије роботских хватача: 
1. Импактивни: чељусти или канџе које се физички хватају директним ударом на предмет.
2. Ингресивни: игле или квачице које физички продиру у површину предмета (користе се у руковању текстилом, угљеником и стакленим влакнима).
3. Астрикцијски: силе привлачности које се примењују на површину објекта (било помоћу вакуума, магнета или електроадхезије).
4. Контигутивни: захтева директан контакт да би се остварила адхезија (као што је лепак, површински напон или замрзавање).

Ове категорије описују физичке ефекте који се користе за постизање стабилног захвата између хватаљке и предмета који треба ухватити. 
Индустријске хватаљке могу користити механичка, усисна или магнетна средства. Вакумске чаше и електромагнети доминирају у аутомобилској индустрији и руковању металним лимовима. Бернулијеве хватаљке искоришћавају проток ваздуха између хватаљке и дела, при чему сила подизања доводи хватаљку и део да се затварају (користећи Бернулијев принцип). Бернулијеве хватаљке су врста бесконтактних хватаљки; објекат остаје затворен у пољу силе које генерише хватаљка без да дође у директан контакт са њим. Бернулијеве хватаљке су усвојене у руковању фотонапонским ћелијама, руковању силиконским плочицама и у текстилној и кожној индустрији. 
Други принципи се мање користе у макро скали (величина дела >5 мм), али су у последњих десет година показали занимљиве примене у микро руковању. Други усвојени принципи укључују: Електростатичке хватаљке и Ван дер Валсове хватаљке засноване на електростатичким наелектрисањем (тј. Ван дер Валсова сила); капиларне хватаљке; криогене хватаљке, на бази течног медијума; ултразвучне хватаљке; и ласерске хватаљке, при чему су последња два принципа су бесконтактно хватање. Електростатичке хватаљке користе разлику наелектрисања између хватаљке и дела ( електростатичка сила) коју често активира сам хватач, док се ван дер Валсови хватаљке заснивају на ниској сили (још увек електростатичкој) атомске привлачности између молекула хватача и молекула објекта. 
Капиларна хватаљка користе површински напон течног менискуса између хватаљке и дела за центрирање, поравнање и хватање дела. Криогене хватаљке замрзавају малу количину течности, при чему настали лед обезбеђује потребну силу за подизање и руковање предметом (овај принцип се такође користи у руковању храном и хватању текстила). 
Још сложенији су ултразвучни хватачи, где се стојећи таласи притиска користе за подизање дела и заробљавање на одређеном нивоу (пример левитације су и на микро нивоу, при руковању завртњима и заптивкама, и на макро скали, у руковању соларним ћелијама или руковање силицијум-вафлом), и ласерски извор који производи притисак довољан да ухвати и помери микроделове у течном медијуму (углавном ћелије). Ласерске хватаљке су познате и као ласерске пинцете .
Посебна категорија фрикционих хватаљки-чељусти су хватаљка за игле. Оне се називају интрузивне хватаљке, које користе и трење и затварање облика као стандардне механичке хватаљке.
Најпознатији механички хватач може бити са два, три или чак пет прстију.
Крајњи ефектори који се могу користити као алати служе за различите намене, укључујући тачкасто заваривање у склопу, фарбање спрејом где је неопходна униформност боје и друге сврхе где су услови рада опасни за људска бића. Хируршки роботи имају крајње ефекторе који су посебно произведени за ту сврху.

## Механизам хватача
Уобичајени облик роботског хватања је затварање силом. 
Генерално, механизам за хватање се врши помоћу хватаљки или механичких прстију. Хватачи са два прста обично се користе за индустријске роботе који обављају специфичне задатке у мање сложеним апликацијама. Прсти су заменљиви.
Два типа механизама који се користе у хватању са два прста узимају у обзир облик површине коју треба ухватити и силу потребну за хватање предмета.
Облик површине за хватање прстију може се изабрати према облику предмета којима се манипулише. На пример, ако је робот дизајниран да подиже округли предмет, облик површине хватача може бити његов конкавни утисак како би хват био ефикасан. За квадратни облик, површина може бити раван.

### Сила потребна за хватање предмета
Иако постоје бројне силе које делују на тело које је подигла роботска рука, главна сила је сила трења. Површина за хватање може бити израђена од меког материјала са високим коефицијентом трења тако да се површина предмета не оштети. Роботска хватаљка мора да издржи не само тежину предмета већ и убрзање и кретање које је узроковано честим кретањем предмета. Да би се сазнала сила потребна за хватање предмета, користи се следећа формула{\displaystyle F={\frac {ma}{\mu n}}}где:
| {\displaystyle \,F}    | је | сила потребна за хватање предмета, |
| {\displaystyle \,m}    | је | маса објекта,                      |
| {\displaystyle \,a}    | је | убрзање објекта,                   |
| {\displaystyle \,\mu } | је | коефицијент трења и                |
| {\displaystyle \,n}    | је | број прстију у хватаљци.           |

Потпунија једначина би објаснила правац кретања. На пример, када се тело помери нагоре, против гравитационе силе, потребна сила ће бити већа од оне према гравитационој сили. Дакле, уводи се још један термин и формула постаје:{\displaystyle F={\frac {m(a+g)}{\mu n}}}Овде је вредност {\displaystyle \,g} треба узети као убрзање услед гравитације и {\displaystyle \,a} убрзање услед кретања.
За многе физички интерактивне задатке манипулације, као што је писање и руковање шрафцигером, може се применити критеријум хватања у вези са задатком како би се изабрала хватања која су најприкладнија за испуњавање специфичних захтева задатка. Предложено је неколико метрика квалитета хватања оријентисаних на задатак  да би се водило избор доброг схватања које би задовољило захтеве задатка.

## Примери
Крајњи ефектор робота за монтажну траку обично би била глава за заваривање или пиштољ за прскање боје . Крајњи ефектор хируршког робота може бити скалпел или други алат који се користи у хирургији. Други могући крајњи ефектори могу бити алатне машине као што су бушилица или глодала . Крајњи ефектор на роботској руци спејс шатла користи узорак жица које се затварају попут отвора камере око ручке или друге тачке хватања.
- Пример основног крајњег ефектора
- Крајњи ефектор за тачкасто заваривање
- Крајњи ефектор за ласерско заваривање
- Крајњи ефектор за поправку и посматрање који се користи у свемиру
- Веома софистициран покушај репродукције крајњег ефектора затварања људске руке